# Hazelwood (Missouri)
Pour les articles homonymes, voir Hazelwood.
Hazelwood est une ville du Missouri, dans le comté de Saint Louis aux États-Unis.